# 北埔姬春蟬
北埔姬春蟬（学名：Euterpnosia hoppo）为蟬科姬春蟬屬下的一个种，每年4至5月可常見，分布於臺灣北部低海拔山區，臺灣特有種，腹部膨大、第4腹節略大有突起、第8腹節為黑色且下緣具白粉等與其他同屬不同，公蟬尾節小，體長約26—28（1.0—1.1英寸），母蟬腹部尾節膨大，體長約21（0.83英寸）。